# Elmohardyia argyrogaster
Elmohardyia argyrogaster är en tvåvingeart som beskrevs av José Albertino Rafael 1988. Elmohardyia argyrogaster ingår i släktet Elmohardyia och familjen ögonflugor.
Artens utbredningsområde är Peru. Inga underarter finns listade i Catalogue of Life.